# La llave de cristal (novela)
La llave de cristal es la cuarta novela del escritor estadounidense Dashiell Hammett. Publicada por primera vez como una serie en la revista Black Mask en 1930, luego fue recopilada en 1931 en Londres, la edición estadounidense siguió 3 meses después. Cuenta la historia de un jugador y mafioso, Ned Beaumont, cuya devoción por Paul Madvig, un jefe político corrupto, lo lleva a investigar el asesinato del hijo de un senador local mientras se gesta una posible guerra de pandillas. Hammett dedicó la novela a su antigua amante Nell Martin.
Ha habido dos adaptaciones cinematográficas estadounidenses (1935 y 1942) de la novela. Una adaptación radiofónica protagonizada por Orson Welles se emitió el 10 de marzo de 1939, como parte de su serie Campbell Playhouse.  El libro también tuvo una gran influencia en la película de 1990 de los hermanos Coen, Miller's Crossing, que presenta un escenario similar. 

## Trama
La historia gira en torno a Ned Beaumont. Beaumont es el mejor amigo, confidente y asesor político del criminal Paul Madvig, un hombre de negocios discreto y propietario de una sala de juegos que es el padrino del hampa local. Madvig corteja a Janet, la hija del senador Henry, y el político no se atreve a darle la espalda ya que se avecina una campaña electoral y debe contar con el apoyo de este influyente hombre para lograr la victoria. Una noche, Ned Beaumont descubre el cuerpo sin vida de Taylor Henry, el hijo del senador, asesinado en China Street, a dos pasos del casino Madvig. Hernry estaba saliendo con la hija de Madvig, Opal, lo que no gustó ni al político ni a Madvig. Madvig le pide que frustre la investigación del fiscal del distrito, su motivo es que quiere respaldar al senador corrupto para casarse con su hija, Janet. 
Uno de los sospechosos del asesinato de Taylor Henry es un corredor de apuestas llamado Despain, que le debe dinero a Beaumont. 
Poco después de este suceso, cartas anónimas acusando a Madvig de ser el asesino del joven Taylor son enviadas a varios actores del drama, así como a la prensa. Beaumont busca descubrir quién está detrás de estas misivas. La sospecha de esto recae en la hija de Madvig, Opal, la novia de la víctima. Beaumont sabe que Madvig tiene enemigos en su propio bando desde que se negó, por motivos políticos, a liberar de prisión al hermano de uno de sus secuaces. También se entera de que Shad O'Rory, líder de la banda rival en este pequeño pueblo de los suburbios de Nueva York, tiene intenciones expansionistas e intervino entonces en nombre del prisionero, eliminando a un testigo del crimen. De esta forma, busca desestabilizar y obtener ventaja sobre el clan Madvig. Las tensiones pronto alcanzan su punto máximo entre las dos facciones.
Madvig luego le declara la guerra a O'Rory, quien quiere sobornar a Beaumont para que exponga a Madvig en el periódico. Beaumont se niega, es golpeado inconsciente y se despierta cautivo en una habitación sucia donde lo golpean a diario. Hospitalizado después de haber podido fugarse, Beaumont les dice a Madvig y Janet que había pretendido tenderle una trampa a O'Rory. 
Beaumont confronta a Janet y descubre que ella escribió las cartas y que el senador sabía sobre el asesinato antes de que Beaumont encontrara el cuerpo. 
Lo sucedido, y el creciente interés de Beaumont por Janet,  provocan una ruptura entre Beaumont y Madwig. Beaumont y Janet se unen para resolver el crimen. Beaumont descubre quien mató a Taylor Henry y lo entrega a la policía. El papel de Janet en la trama permanece ambiguo, si bien se da entender que permanecerá con Beuamont. 
El título de la novela proviene de un sueño que Janet Henry le describe a Ned Beaumont, en el que los dos están atrapados en un sótano lleno de serpientes. Cuando intentan abrir la puerta del mismo con una llave de cristal, esta se rompe en la cerradura. El sueño es narrado una segunda vez, y en ella consiguen abrir la puerta. 

## Caracteres
- Ned Beaumont: jugador y detective aficionado que encuentra el cuerpo de Taylor Henry
- Paul Madvig, jefe político corrupto que respalda al senador Henry porque está enamorado de Janet. Es el mejor amigo de Ned Beaumont
- El senador Ralph Bancroft Henry, candidato a la reelección, padre de Taylor y Janet
- Janet Henry, hija del senador Henry, odia a Madvig y entabla una relación con Ned
- Shad O'Rory: el rival de Madvig, un gánster que golpea brutalmente a Ned por negarse a ayudar a incriminar a Paul. Es asesinado por Jeff
- Bernie Despain: jugador que le debe dinero a Ned y de quien Ned sospecha que ha asesinado a Taylor Henry
- Jack Rumsen: detective privado contratado por Ned para seguir a Bernie
- Michael Farrː Fiscal de distrito, en el bolsillo de Paul Madvig
- Jeff Gardner: guardaespaldas de O'Rory, que golpea a Ned y luego estrangula a O'Rory

## Temas

### Beaumont comparado con otros héroes de Hammett
Como señaló el crítico literario James F. Maxfield, "Hammett emplea un enfoque objetivo, simplemente relatando las conversaciones y describiendo las acciones superficiales de sus personajes, sin presentar nunca directamente sus pensamientos y sentimientos".  Esto implica cierta ambigüedad en los razonamientos de Ned Beaumont, como son, por ejemplo, sus sospechas sobre el padre de Janet Henry. Esto dificulta determinar la naturaleza de la relación de Ned con Janet.  Si bien hay desacuerdo sobre si están juntos o no al final, el hecho de que exista una relación sería indicativo de "un tipo diferente de héroe" al habitual en Hammett. 
Raymond Chandler llamó a La llave de cristal “el registro de la devoción de un hombre por un amigo”, mientras que el crítico James Sandoe observó que la novela “es tanto un escrutinio excepcionalmente delicado de la amistad en condiciones curiosas como una historia de detectives”. 
Los detectives de Hammett suelen evitar las relaciones, pero Ned es diferente. No posee el tipo de "inmunidad" a los vínculos emocionales que habían mantenido los detectives anteriores del autor, como el agente de la Continental en Red Harvest de Hammett. Debido a esta supuesta relación entre Ned y Janet, La llave de cristal adopta una trama más tradicional, la del "héroe" detective y su bella heroína, que termina con un paseo hacia el atardecer de Nueva York.
Según Maxfield, "ni el Op [el personaje detective de Hammett] ni Sam Spade se habrían ido con Janet, porque como detectives ambos se esforzaban por ser gobernados lo más posible por la razón. Pero Beaumont es un jugador en lugar de un detective, un hombre acostumbrado a correr riesgos. Así como continúa apostando mientras está en una racha de derrotas, está dispuesto a hacer otro tipo de apuesta por Janet, a pesar de las grandes probabilidades de que la relación termine mal. Porque está dispuesto a aceptar los riesgos. que implican los compromisos humanos, Beaumont es, si no el héroe ideal de Hammett, sí su héroe más completamente humano". 

### La Gran Depresión, la moralidad en los pueblos pequeños y la "suerte"
Un tema más obvio en La llave de cristal se muestra a través de los personajes y sus respectivas morales. La novela está ambientada en una ciudad sin nombre, un lugar más sencillo (un lugar más pequeño y menos sofisticado) que sus novelas anteriores. Por lo tanto, es un lugar más obviamente abierto a la corrupción. Aquí hay funcionarios electos, figuras comunitarias y similares que participan en conspiraciones de un tipo que a menudo se considera endémico del inframundo. Debido a esto, los personajes muestran abiertamente cualidades más animales que en las novelas anteriores de Hammett.
Los personajes, quizás a través de la objetividad del estilo de escritura, son retratados como despiadados y casi salvajes. Una razón de su aparente deslizamiento hacia la violencia probablemente esté relacionada con el inicio temprano de la Gran Depresión, ya que la novela se publicó en 1931.  La pérdida de "suerte", como se describe en la novela ("¿De qué me sirve si se me acaba la suerte?", pregunta. "También podrías aceptar tu castigo y acabar con esto de una vez") es otro factor decisivo en las acciones de los caracteres.  La novela es similar en ese sentido a novelas posteriores de la era de la depresión, como El cartero siempre llama dos veces.

## Estilo de escritura
El estilo distintivo e innovador de Hammett ayudó a marcar el comienzo del género duro.  La llave de cristal, escrita en los últimos años del cine negro de Hammett, es un excelente ejemplo de su poder estilístico.  Raymond Chandler, autor y crítico del siglo XX, analizó el sentido que tenía Hammett del mundo moderno en La llave de cristal :

El realista en el asesinato escribe sobre un mundo en el que los gánsteres pueden gobernar naciones y casi gobernar ciudades... donde ningún hombre puede caminar seguro por una calle oscura porque la ley y el orden son cosas de las que hablamos pero nos abstenemos de practicar; ... No es un mundo frágil, pero es el mundo en el que vivimos, ¿y ciertos escritores con mentes duras y un espíritu frío de desapego pueden crear patrones muy interesantes e incluso divertidos a partir de él?

William Kennedy, también autor y crítico de libros del siglo XX, explicó lo complejo del estilo de escritura de Hammett: "La estrategia de Hammett es mostrar que el proceso de detección está motivado y afectado por una amistad entre dos hombres. A partir de estos materiales, Hammett crea una estructura dinámica de relaciones humanas inciertas y en constante cambio". 
En La llave de cristal, Hammett se niega a dejar que el lector entre en la mente de los personajes. Quizás Hammett sintió que toda ficción debería carecer de un monólogo interior; en el mundo real la gente sólo entiende las acciones y el habla y eso es todo lo que nos dan los personajes de Hammett. Al mantener a los lectores en la oscuridad de las verdaderas intenciones de sus personajes, un análisis sostiene que intensifica el sentido del lector sobre la naturaleza ambigua de la realidad.  Es decir, nunca podemos confiar si un personaje está haciendo lo que hace por lealtad, o por intenciones egoístas. 

## Recepción
Existe un acuerdo general en que El halcón maltés y La llave de cristal son los dos mejores libros de Hammett.   Con el paso de los años, Hammett miró cada vez con más dureza su propia ficción, pero admitió que La llave de cristal "no era tan mala". Su acogida fue incluso mejor que la de la novela anterior, al igual que las ventas, habiéndose vendido 20.000 ejemplares dieciocho meses después de su publicación. Algunos preferían El halcón maltés, otros decían simplemente que Hammett había escrito las tres mejores historias de detectives de todos los tiempos, y en el New Yorker Dorothy Parker consideró que "se habla muy poco sobre la obra de Dashiell Hammett".
Hammett sintió que el libro era su mejor trabajo,  porque "las pistas estaban bien colocadas... aunque nadie pareció darse cuenta". Los críticos fueron menos positivos. David T. Bazelon, escribiendo para Commentary, pensó que Hammett había intentado una novela convencional, en la que los personajes actúan por razones de lealtad, pasión o poder. Incluso basándose en esos generosos motivos, encontró la novela insatisfactoria: "Nunca sabemos si [el] motivo para resolver el asesinato es la lealtad, el trabajo o el amor... esta ambigüedad refleja, creo, la dificultad de Hammett para escribir una novela no formulada". -- uno en el que el análisis de los motivos es fundamental".  Otros críticos escribieron que la novela era "la menos satisfactoria de Hammett" y que el héroe era "mecánico y sus emociones no estaban ahí". Robert Edenbaum, básicamente por las mismas razones, llamó a La llave de cristal de Hammett la "novela menos satisfactoria... [en Hemingway] la máscara se levanta cada vez que el personaje está solo, admite su miseria ante sí mismo... expone su vida interior. La máscara de Hammett nunca se levanta, el personaje de Hammett nunca te deja entrar. En lugar de la desesperación potencial de Hemingway, Hammett te brinda un control impecable y una eficiencia maquinal".
Louis Untermeyer escribió: "Hammett ha hecho algo extraordinariamente nuevo en la historia de asesinatos y misterio. Ha hecho que el lector se interese tanto en la relación de sus individuos entre sí como en la solución de la historia". Somerset Maugham vio en Ned Beaumont "un personaje curioso e intrigante que cualquier novelista habría estado orgulloso de concebir" y Raymond Chandler encontró "un efecto de movimiento, intriga, propósitos cruzados y elucidación gradual del personaje, que es todo el trabajo detectivesco". "La historia tiene derecho a tratarse de todos modos. Todo lo demás se cuenta en el salón".

## Legado
Dashiell Hammett y La llave de cristal han influido en muchos otros escritores empedernidos. Raymond Chandler escribió en su ensayo muy citado " El simple arte del asesinato " que Hammett y otros escritores empedernidos crearon un estilo que eliminaba las intrigas de los juegos de rompecabezas de las novelas policíacas típicas y, en cambio, las reemplazaba con realismo: "Cuando el asesinato se comete por razones, y la gente habla y actúa como lo hace la gente real". Chandler argumentó que es gracias a estos autores que este estilo se desarrolló y elevó desde una forma genérica a un "nuevo nivel de sustancia artística".
Junto con la novela Red Harvest de Hammett de 1929, La llave de cristal sirvió de inspiración para la película de 1990 de los hermanos Coen Miller's Crossing. 
La adaptación cinematográfica de 1942 aparece brevemente en el final de la segunda temporada del programa Bosch durante una conversación entre Bosch y el detective sobre el caso del asesinato de su madre.
El libro es un punto de referencia importante en la película de 2017, Mercurio retrógrado, cuyos personajes lo discuten extensamente en una escena culminante de un club de lectura. 

## Adaptaciones

### Películas
La novela fue adaptada para la película de 1935 La llave de cristal, dirigida por Frank Tuttle y producida por E. Lloyd Sheldon, con guion de Kathryn Scola y Kubec Glasmon. Fue distribuida por Paramount Pictures. Los personajes principales fueron interpretados por George Raft como Ed [no Ned] Beaumont, Edward Arnold como Paul Madvig y Claire Dodd como Janet Henry.  
Otra película, también titulada La llave de cristal, se estrenó en 1942, dirigida por Stuart Heisler y producida por Buddy G. DeSylva, con guion de Jonathan Latimer. También fue distribuida por Paramount Pictures.  La película fue protagonizada por Alan Ladd como Ed [no Ned] Beaumont, Brian Donlevy como Paul Madvig y Veronica Lake como Janet Henry. El mafioso irlandés Shad O'Rory, que desempeñó un papel importante tanto en la novela como en la primera adaptación cinematográfica (en la que fue interpretado por Robert Gleckler), fue sustituido en la segunda película por un mafioso mediterráneo, Nick Varna, interpretado por en el actor maltés Joseph Calleia. 
Aunque no es una adaptación directa, la película de 1990 de los hermanos Coen, Miller's Crossing, presenta una premisa y personajes similares.  

### Radio
La llave de cristal fue adaptada por Howard E. Koch para el episodio del 10 de marzo de 1939 de la serie de CBS Radio de Orson Welles The Campbell Playhouse. El elenco incluía a Welles (Paul Madvig), Paul Stewart (Ned Beaumont), Ray Collins (Shad O'Rory), Myron McCormick (Senador Henry), Effie Palmer (Sra. Madvig), Elspeth Eric (Opal Madvig), Elizabeth Morgan (telefonista), Everett Sloane (Farr), Howard Smith (Jeff), Laura Baxter (Janet Henry) y Edgar Barrier (Rusty).  : 351  
Otra adaptación, de Robert Cenedella, se presentó en Hour of Mystery en ABC el 7 de julio de 1946. Kenneth Webb fue el director y Edwin Marshall fue el productor. 

### Televisión
La llave de cristal fue adaptada como parte de la serie de televisión Westinghouse Studio One por el guionista Worthington Miner y el director George Zachary.  La versión televisiva fue protagonizada por Donald Briggs, Lawrence Fletcher y Jean Carson y se transmitió originalmente el 11 de mayo de 1949.  